# 多米尼克·麦圭尔

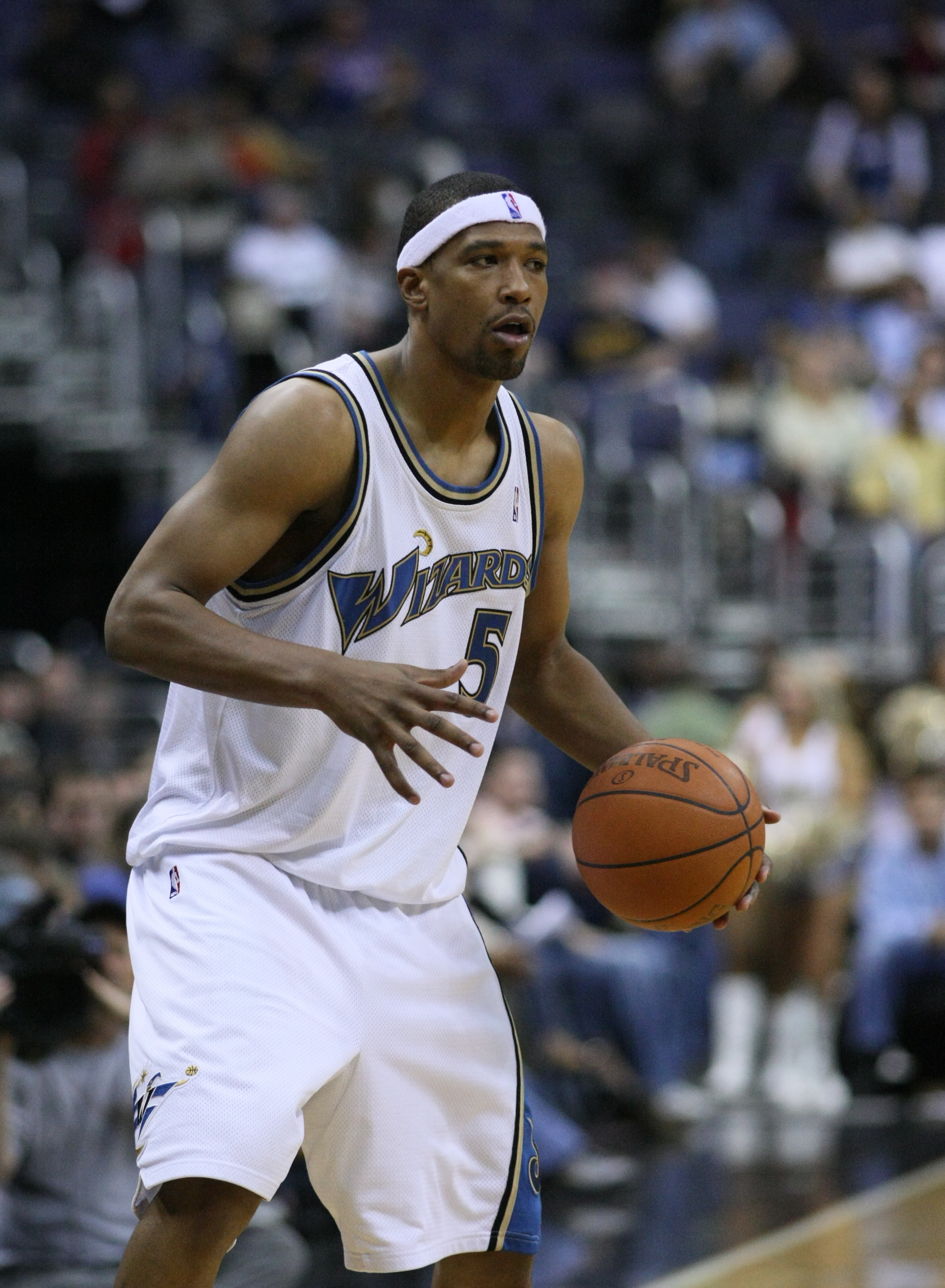
多米尼克·麦圭尔

多米尼克·麦圭尔（英語：Dominic McGuire，1985年10月20日—），出生于美国圣迭戈，美国职业篮球运动员，司职大前锋、小前鋒或得分後衛。他身高6英尺9英寸，体重220磅，有着惊人的弹跳和篮板意识并且球风顽强。

## 学生时期
多米尼克·麦圭尔毕业于圣迭戈的林肯高中（Lincoln High School）。随后读于弗雷斯诺州立，主修非洲文化。在他大学的首个赛季中他出场26场，其中4场首发，取得场均4.3分和3.4个篮板，得到全队最高的22个盖帽并以场均0.85个盖帽排在太平洋大十联盟第十位；在2004-05赛季，马克圭尔出场28场比赛，其中23场首发，平均每场取得7.2分，抓下4.9个篮板和全队最高的场均1.1次封盖，其中有11场比赛取得两双；

## NBA生涯
在2007年6月28日的2007年NBA选秀中在第二轮第47顺位被华盛顿奇才选中，多米尼克·麦克奎尔在选秀现场见证了这一时刻。